# Robert Worth Bingham

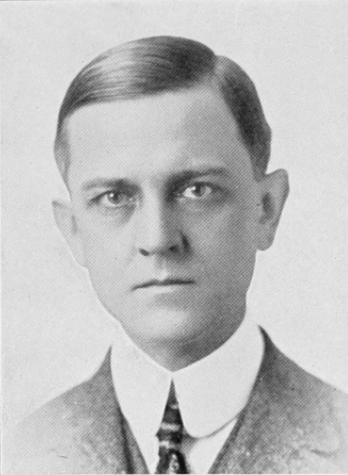
Robert Worth Bingham (1916)

Robert Worth Bingham (* 8. November 1871 in Orange County, North Carolina; † 18. Dezember 1937 in Baltimore, Maryland) war ein US-amerikanischer Politiker der Demokratischen Partei, der 1907 Bürgermeister von Louisville sowie zwischen 1933 und 1937 Botschafter im Vereinigten Königreich war.

## Leben
Bingham, Sohn von Oberst Robert Bingham und dessen Ehefrau Delphine Louise Worth, begann nach dem Schulbesuch ein Studium der Rechtswissenschaften an der University of North Carolina at Chapel Hill sowie der University of Virginia, das er 1897 an der University of Louisville abschloss. Danach nahm er eine Tätigkeit als Rechtsanwalt in Louisville auf und war zudem Verleger des The Louisville Courier-Journal. Im Juli 1907 wurde er als Kandidat der Demokratischen Partei als Nachfolger seines Parteifreundes Paul C. Barth Bürgermeister von Louisville, verlor dieses Amt aber bereits im Dezember 1907 an James F. Grinstead von der Republikanischen Partei. Danach war er wieder als Rechtsanwalt und Verleger tätig.
Am 23. Mai  1933 wurde Bingham Nachfolger von Andrew W. Mellon als Botschafter im Vereinigten Königreich. Auf diesem Posten verblieb er bis zum 19. November 1937 und verstarb einen Monat später. Sein Nachfolger als Botschafter wurde daraufhin am 17. Januar 1938 Joseph P. Kennedy. Nach seinem Tode wurde er auf dem Cave Hill Cemetery in Louisville beigesetzt.
Bingham war in erster Ehe seit dem 20. Mai 1896 mit Eleanor E. Miller verheiratet und heiratete nach deren Suizid Mary Lily Kenan Flagler. Aus dieser Ehe ging sein Sohn George Barry Bingham, Sr. hervor, der die Tätigkeiten seines Vaters als Verleger übernahm.

## Veröffentlichungen
- On Woodrow Wilson. An address in Louisville, Louisville 1922
- The cradle of the queen City. A history of Buffalo to the incorporation of the city, Buffalo Historical Society, Buffalo 1931

## Hintergrundliteratur
- Susan E. Tifft / Alex S. Jones: The Patriarch: The Rise and Fall of the Bingham Dynasty, Summit Books, 1991
- William E. Ellis: Robert Worth Bingham and the Southern Mystique: From the Old South to the New South and Beyond, Kent State University Press, 1997